# فرانک مک‌ری
فرانک مک‌ری (انگلیسی: Frank McRae؛ زادهٔ ۱۸ مارس ۱۹۴۴) بازیگر اهل ایالات متحده آمریکا است.
از فیلم‌ها یا برنامه‌های تلویزیونی که وی در آن نقش داشته است می‌توان به شفت در آفریقا، ۱۹۴۱، جواز قتل، راکی ۲، سپیده‌دم سرخ، اسلحه پر ۱، جادوگر و تعطیلات نشنال لمپون اشاره کرد.